# ADVA Optical Networking
ADVA Optical Networking – niemieckie przedsiębiorstwo branży telekomunikacyjnej. ADVA zatrudniala prawie 2000 osób w 19 krajach na pięciu kontynentach.
ADVA Optical Networking SE rozpoczęła działalność w 1994 roku w Meiningen, w byłej fabryce dysków twardych Robotron. Firma weszła w branżę telekomunikacyjną, produkując sprzęt w technologii WDM. Wraz z rozwojem branży teleinformatycznej firma rozszerzyła swoją działalność o sprzęt w technologii Ethernet Access Device (EAD). ADVA ma 20% udział w rynku technologii Ethernet Access Device (EAD), co dawało jej pierwsze miejsce na świecie. Ponadto ADVA zajmowała trzecią pozycję na rynku technologii Wavelength Division Multiplexing WDM w krajach EMEA – Europa, Bliski Wschód, Afryka oraz 4. miejsce w Ameryce Północnej.
Administracyjną siedzibą ADVA Optical Networking było Monachium w Niemczech.

## Historia
ADVA Optical Networking powstała w 1994 roku w Meiningen. Rok później stworzono pierwszy produkt, trzykanałowy WDM – ESCON multiplexer. W 1998 roku ADVA wypuściła na rynek Optical Channel Multiplexer (OCM) 4, 8 i 16. W 1999 roku ADVA podpisała umowę partnerską z firmą Alcatel. W tym samym roku oddano do produkcji urządzenia FSP-I FSP-II. Oprócz tego, ADVA Optical Networking weszła na giełdę w czasie „bańki spekulacyjnej” stając się, co ciekawe, bardziej wartościową spółką niż Lufthansa. Rok później ADVA nabyła następujące przedsiębiorstwa z branży telekomunikacyjnej: Storage Area Networks Ltd. (Cambridge, Wielka Brytania); Cellware Breitband Technologie GmbH (Berlin, Niemcy); FirstFibre Ltd. (York, Wielka Brytania); i Siemens Norway Telecom R&D Team (Oslo, Norwegia) stając się poważnym graczem na rynku.
W roku 2001 zakończyła się w Meiningen budowa kompleksu state-of-the-art R&D, w którym uruchomiono linię produkcyjną sprzętu WDM. W tym samym roku ADVA poszerzyła linię produktów WDM i rozpoczęła produkcję urządzeń z serii FSP1000 i FSP2000. Oprócz tego wprowadzono na rynek narzędzia administrowania siecią FSP Network Manager i FSP Planner. W roku 2004 ADVA przejęła spółkę Metro Packet Systems, Inc. (Wilmington, Delaware, USA) inwestując tym samym w rynek Ethernet. W roku 2006 ADVA zainwestowała po raz kolejny w rozszerzenie swojej działalności w dziedzinie Ethernet, wykupując udziały w amerykańskich spółkach Covaro Networks (Richardson, Teksas, USA) i Movaz Networks (Atlanta, Georgia, USA).
Od 2014 roku firma ADVA Optical Networking przejęła szwajcarską spółkę Oscilloquartz SA, która zajmuje się produkcją urządzeń synchronizacyjnych (zegarów atomowych, oscylatorów). W styczniu 2016 firma Overture Networks, lider rynku Ethernet over TDM (EoTDM), stała się częścią ADVA Optical Networking[5]. Tym samym ADVA posiada ponad 20% udziały w rynku technologii Ethernet Access. W sierpniu 2021 roku ADVA ogłosiła, że planuje fuzję z firmą ADTRAN. Nowo powstały Adtran Holdings Inc. ma 54% udziałów ADTRAN i 46% udziałów ADVA. 15 lipca 2022 roku oficjalnie ADVA została częścią Adtran Holdings Inc.

## Działalność
ADVA produkowała urządzenia WDM z rodziny FSP3000, Ethernet z rodziny FSP150 oraz narzędzia monitorowania i zarządzania siecią.
ADVA Optical Networking specjalizowała się w rynku obejmującym rozwiązania sieciowe w oparciu o technologię WDM i Ethernet, zoptymalizowanie transportu i technologii agregacji. W ramach tego rynku, obejmuje ono trzy obszary: infrastrukturę operatora, dostęp do sieci Ethernet i wyspecjalizowane sieci klienta. ADVA Optical Networking zapewniała klientom przepływność danych ponad 100Gb\s w technologii Dense Wavelength Division Multiplexing DWDM.
Roczne przychody w wysokości:
- 2013: ADVA Optical Networking roczne przychody 310,7 miliona EUR
- 2016: ADVA Optical Networking roczne przychody 566,7 miliona EUR
- 2021: ADVA Optical Networking roczne przychody 603,3 miliona EUR[5]

### Produkty
- FSP 150 rodzina produktów. Platforma ta zapewnia dostęp do inteligentnych rozwiązań Ethernet. Przykłady: FSP150 GE110[6], FSP150 CC-206, FSP150 EG-X[7], FSP150 XG210[8], FSP150 XG116, FSP150 XG120.
- FSP 3000 Platforma Wavelength Division Multiplexing[9] (WDM)

FSP Management Suite składa się z czterech części:
- FSP Element Manager – Local Terminal Craft (LCT), monitorowanie poszczególnych elementów sieci.
- FSP Network Manager – Element Management System (EMS), kompleksowe rozwiązanie do zarządzania siecią[10].
- FSP Network Planner – narzędzie zaprojektowane w celu uproszczenia procesu planowania sieci i konfiguracji sieci.
- FSP Service Manager – zapewnia możliwość szybkiego i łatwego zarządzania siecią w topologii end-to-end i wysoką jakość usług w całej sieci.